# Exile Vilify
Exile Vilify è una canzone della band indie rock The National, scritta per il videogioco Portal 2 e pubblicata come singolo a sé stante.

## Il brano
Il testo è stato composto dal gruppo e revisionato da Valve, la società che ha realizzato il gioco, per assicurarsi che si adattasse all'ambientazione di una delle tane di Rattmann, nella quale la stessa canzone è udibile.
I The National espressero il loro interesse nel creare musica per Valve a Bug Music, la loro etichetta editrice, che contattò Valve per discutere di altre opportunità musicali per il gioco. Valve e Bug Music ritennero che i The National fossero adatti per essere integrati in Portal 2, poiché "la loro musica cruda ed emotiva evoca negli ascoltatori le stesse reazioni viscerali che Portal suscita nei suoi giocatori", secondo la portavoce di Bug Music, Julia Betley.
La traccia doveva essere originariamente utilizzata in uno dei numerosi finali alternativi nascosti nel gioco, ma in seguito fu riscritta per renderla più cupa e infine inclusa nel gioco come Easter egg.

## Ricezione critica
Paste ha descritto la canzone come una "ballata infestata, scandita dal pianoforte" paragonandola alla canzone "Think You Can Wait", sempre dei The National, usata nel film Win Win.
Exclaim! ha descritto la canzone come "una tetra ballata che pone il malinconico canticchiare di Matt Berninger in cima a cupi accordi di pianoforte, lussureggianti crescendo d'orchestra e percussioni leggiadre".
"Exile Vilify" (insieme a "Want You Gone", altra canzone di Portal 2) è stata nominata come "Miglior canzone in un videogioco" agli Spike Video Game Awards 2011.

## Video musicale
Dopo l'uscita del gioco, Valve e i The National hanno organizzato un concorso incoraggiando gli utenti a creare il proprio video musicale per "Exile Vilify", offrendo in premio merchandising targato Valve e una chitarra autografata dai membri della band.
Dei 320 video inviati, Valve alla fine ha assegnato il primo premio a due video. Un video mostrava un pupazzo con i calzini che "non aveva nulla a che fare con Portal" ma "è riuscito a catturare magnificamente lo spirito della canzone", mentre l'altro forniva una rivisitazione animata del fumetto Lab Rat.